# Signale aus der Tiefe
Signale aus der Tiefe (Originaltitel: russisch Гость из моря, Gost is morja) ist ein 1967 erschienener Jugendroman des sowjetischen Autors Gleb Nikolajewitsch Golubew (1926–1989).

## Aufbau und Stil
Der Roman besteht aus einem Prolog und 21 Kapiteln. Die Geschichte wird aus Sicht eines Ich-Erzählers vorgetragen, der lediglich mit seinem Vatersnamen „Nikolajewitsch“ angesprochen wird. Das Werk weist, wie häufig bei Golubew, sowohl Elemente des Abenteuer- wie auch des Science-Fiction-Romans auf.

## Inhalt
Der Erzähler, ein sowjetischer Journalist, ist Fahrgast auf einem polnischen Trawler, der vor Kuba nach einer rätselhaften Explosion sinkt. Seine beiden Landsleute Woloschin und Loginow, zwei Meeresforscher, retten ihm das Leben. Er besucht sie einige Zeit später in ihrem Institut, in dem erstaunliche Experimente auf dem Feld der Bionik durchgeführt werden.
Mit Woloschin, Loginow und weiteren Forschern begibt sich der Reporter auf eine Forschungsreise mit dem Schiff Bogatyr, bei der die Orientierung von Flussaalen bei ihrer Reise aus der Sargassosee und zurück untersucht sowie weitere Experimente durchgeführt werden sollen. Das Team startet die Expedition im Schwarzen Meer, wo sie im Baltikum gefangene Aale aussetzen, die mit Sensoren ausgestattet sind. Außerdem kommt ein neuartiges Schallortungsgerät zum Einsatz, das auch visuelle Darstellungen erfasster Objekte auf einem Bildschirm erlaubt. Der Biologe Bek beschäftigt sich außerdem mit den naturwissenschaftlichen Schriften Leonardo da Vincis, anhand derer er Rückschlüsse auf die moderne Forschung ziehen möchte. Im Laufe der Fahrt über den Atlantik empfängt die Mannschaft zudem unergründliche Schallwellen aus der Tiefe.
In der Sargassosee angekommen, nimmt der Erzähler mit einigen Wissenschaftlern an einem Rundflug in einem mitgeführten Luftschiff teil. Dabei stoßen sie auf das Wrack eines vor Jahren havarierten Kohletransporters. Ein Gewitter beschädigt das Luftfahrzeug, die Gestrandeten werden aber von dem britischen Schiff Albatros gefunden, kurz darauf trifft auch die Bogatyr ein. Das Wrack wird daraufhin von den Briten gesprengt, um keine anderen Schiffe zu gefährden. Die Art der Versenkung erinnert den Erzähler, Woloschin und Loginow verdächtig an den Untergang des Trawlers. Der britische Forscher Konley unternimmt anschließend mit drei der sowjetischen Forscher in deren Mesoskaph einen Tauchgang, bei dem das Unterseeboot aber von einem Tiefseekalmar umfangen wird. Durch den Einsatz des Schallortungsgerätes kann er jedoch vertrieben werden. Kurz darauf taucht das leblose Tier an der Wasseroberfläche auf, wo es Woloschin erschießt. Das Team hievt den riesigen Kadaver an Bord, wo ihn die Biologen sezieren.
Die Bogatyr trifft auf eine kleine, menschenleere Insel, auf der sich neben der umfangreichen Fauna auch Überreste einer kleinen Ansiedlung finden lassen. Kurz darauf trifft ein Amphibienfahrzeug mit dem US-amerikanischen Schatzsucher und ehemaligem Froschmann Mike Sawnders sowie einem Fotografen ein. Trotz des freundschaftlichen Austauschs verdächtigt die Besatzung des Schiffes die Fremden der Spionageabwehr.
Nachdem es den Forschern gelingt, einen Pottwal zu untersuchen, steigt der Erzähler mit drei Wissenschaftlern per Mesoskaph in die Tiefe hinab, wo sie eine unbekannte unterseeische Strömung und Larven eines neuartigen Riesenaales entdecken. Nach ihrer Rückkehr stößt auch die Albatros wieder zu der Expedition. Konley legt dar, dass sich der Forscher Sidney Row aus Enttäuschung über den Scopes-Prozess einst auf die kleine Insel zurückgezogen hatte, um in Ruhe seinen Untersuchungen nachzugehen. Bei weiteren Nachforschungen entdecken die Männer auf dem Eiland Munition, große Mengen LSD und ein vom Pentagon publiziertes Überlebenshandbuch. Kurz darauf stoßen sie auf das Wrack des Amphibienfahrzeuges sowie eine Filmkamera. Anhand des Films stellen sie fest, dass Sawnders und sein Begleiter von Kriminellen getötet wurden, hinter denen die Wissenschaftler ehemalige Kampftaucher vermuten. Konley benachrichtigt daraufhin die Küstenwache der Bahamas. Die Schmuggler greifen kurz darauf die Forscher an, die erste Attacke kann jedoch durch den starken Ultraschallsender abgewehrt werden. Nach einer zweiten Attacke trifft die rettende Küstenwacht ein.
Der Erzähler unternimmt mit einigen Wissenschaftlern einen weiteren Tauchgang, bei dem sie ein Exemplar des unbekannten Riesenaales fangen. Da sich das Netz im Antrieb verfängt, ist ein Aufsteigen aber nicht mehr möglich. Bek gelingt es anhand einer selbstgefertigten Taucherausrüstung, die auch Gänge bei starkem Wasserdruck erlaubt, zu dem Unterseeboot zu gelangen und das Netz von der Schiffsschraube zu lösen. Da alle Taue gerissen sind und das Netz versinkt, können sie ihren Fang nicht bergen. Dennoch ziehen die Forscher ein positives Resümee, da sie die Fähigkeiten der Aale als Kombination von Magnetismus, chemischer Wasserzusammensetzung und vererbten Erinnerungen erkannt haben. Nur Bek weigert sich vorläufig seine Entwicklung zu veröffentlichen, da er eine Nutzung für gewaltsame Zwecke befürchtet.

## Ausgaben und Adaption
Das Buch erschien erstmals 1967 im Verlag Molodaja Gwardija in der Sowjetunion. Der Verlag Neues Leben veröffentlichte 1973 eine von Heinz Kübart übertragene und von Klaus-Dieter Kubat illustrierte deutschsprachige Ausgabe als Nr. 170 der Kompass-Bücherei. 1979 erschien das Werk außerdem in Bulgarien.
1977 wurde Signale aus der Tiefe in der Tschechoslowakei als Radioinszenierung adaptiert.